# Барвазер, Хуберт
Хуберт Барвазер (нем. Hubert Barwahser; 28 сентября 1906, Херцогенрат — 29 апреля 1985, Зволле) — немецко-нидерландский флейтист.
С отроческих лет играл в духовых оркестрах, учился игре на флейте в Ахене у Э. Деллинга. С 17 лет жил и работал в Гамбурге, играл в оркестре Гамбургской народной оперы, затем был солистом Гамбургского филармонического оркестра, в котором работал под началом Карла Мука. В 1935 году отправился в Нидерланды и в 1936—1971 гг. был первой флейтой Оркестра Концертгебау. После оккупации Нидерландов войсками гитлеровской Германии был призван на военную службу в немецкую армию, откуда дезертировал, некоторое время жил по подложным документам в городе Зандам. В 1950 году получил нидерландское гражданство.
Помимо работы в оркестре, Барвазер выступал как солист, особенно в концертах Йозефа Гайдна, Вольфганга Амадея Моцарта, Иоганна Иоахима Кванца (моцартовские концерты, в частности, записал с Лондонским симфоническим оркестром под управлением Колина Дэвиса). Для Барвазера написан ряд флейтовых сочинений нидерландских композиторов — в частности, Мариуса Флотхёйса, Сема Дресдена, Лекса ван Делдена. Длительное творческое содружество связывало Барвазера с арфисткой Фией Бергхоут: они выступали и записывались вместе на протяжении 25 лет.
Выйдя на пенсию и поселившись в деревне Хессум близ Далфсена, Барвазер в 1970-е гг. увлёкся игрой на виолончели и выступал в этом качестве в составе местных любительских оркестров и ансамблей.